# Padraccio
Il Padraccio (noto anche come Paddaccio) è un formaggio di latte caprino, tipico della zona del Parco nazionale del Pollino, in particolare dei comuni di Rotonda, Viggianello e Terranova di Pollino. È riconosciuto come prodotto agroalimentare tradizionale lucano (PAT).

## Processo di produzione[3]
Una volta portato il latte crudo a circa 37-38 gradi, viene aggiunto il caglio ovino, liquido oppure in pasta. Il formaggio coagula in 20-30 minuti.
Dopo la rottura della cagliata, il formaggio viene trasferito in un contenitore di vimini e viene lavorato con manipolazioni successive che gli conferiscono la caratteristica forma ovoidale o sferica, del diametro di circa 10 cm, quindi avvolto il foglie di felci, legate con stringhe di ginestra.
Prodotto da aprile a luglio, non è aggiunto di sale e viene consumato fresco.